# Spero Ghedini
Spero Ghedini (Bondeno, 4 dicembre 1911 – Ferrara, 19 giugno 1997) è stato un partigiano e politico italiano, sindaco della città di Ferrara.

## Biografia
Dopo una giovanile adesione al Partito Socialista Italiano nel 1930 si avvicina alle istanze del Partito Comunista d'Italia fino ad aderirvi completamente. A causa della sua attività nel campo dell'antifascismo nel gennaio 1938 fu condannato a scontare 8 anni di carcere dal Tribunale speciale per la difesa dello Stato (1926-1943) ma tornò in libertà già il 28 agosto 1943 in seguito alla caduta del Fascismo. Riprese immediatamente l'attività politica a Bondeno ma, in seguito all'omicidio del federale del Partito Fascista Repubblicano di Ferrara Igino Ghisellini, sapendo di essere ricercato entra in clandestinità e viene inviato in Veneto a Rovigo e poi a Bologna. Nel novembre 1944 fu nominato responsabile del PCI ferrarese e commissario, assumendo poi l'incarico di segretario della Federazione ferrarese del PCI e responsabile delle formazioni partigiane della provincia fino alla Liberazione.
Nel 1956 fu eletto in Comune a Ferrara diventando sindaco della città dal 1956 al 1963. Nel 1983 pubblica la sua autobiografia Uno dei centoventimila.
Morì il 19 giugno 1997 a Ferrara.

## Opere
- Uno dei centoventimila, 1983

## Riconoscimenti
- Alla sua memoria Ferrara intitolò una via.